# Struttura narrativa
La struttura narrativa è, nella narratologia, l'architettura strutturale che soggiace all'ordine e al modo in cui viene presentata una narrazione a un lettore, un ascoltatore o uno spettatore.

## Nella narratologia strutturalista
I critici e teorici della narrativa che descrivono la struttura narrativa di un testo possono fare riferimento a elementi strutturali quali l'introduzione, nella quale vengono descritti i personaggi e le circostanze fondamentali di una storia; un coro, che usa la voce di un astante per descrivere gli eventi o indicare la risposta emotiva appropriata (felicità, tristezza, ecc.) rispetto a ciò che si è appena verificato; o una coda, che cade alla fine di una narrazione e presenta delle considerazioni conclusive. Descritta per la prima volta nei tempi antichi da filosofi indiani e da greci (quali Aristotele e Platone), la nozione di struttura narrativa ha goduto di una rinnovata popolarità come concetto critico dalla metà alla fine del XX secolo, quando gli esponenti della critica strutturalista come Vladimir Propp e i formalisti russi, e di seguito Roland Barthes, Joseph Campbell e Northrop Frye hanno sostenuto che tutte le narrazioni umane hanno certi elementi strutturali profondi in comune. Questa posizione è stata criticata dai fautori del poststrutturalismo come Michel Foucault e Jacques Derrida, secondo i quali asserire l'esistenza di tali strutture profonde universali era logicamente impossibile.

## I miti di Frye
Northrop Frye, nella sua Anatomia della critica, tratta estesamente di quelli che chiama miti della primavera, estate, autunno e inverno.  
- I miti primaverili sono essenzialmente commedie, e cioè storie che portano da situazioni negative a un lieto fine. La dodicesima notte di Shakespeare appartiene a questo tipo.
- I miti estivi sono similmente fantasie utopiche, come il Paradiso di Dante.
- I miti autunnali sono tragedie che portano da situazioni ideali al disastro.  Si vedano Amleto, Otello e Re Lear.
- Infine i miti invernali sono distopie, per esempio 1984 di George Orwell o Il mondo nuovo di Aldous Huxley o il racconto lungo di Ayn Rand "Antifona".

## Strutture narrative lineari e non-lineari
Una narrazione non-lineare è una che non procede secondo una linea retta, passo dopo passo; può esserne esempio una storia in cui l'autore racconta l'epilogo prima che si sia completato lo svolgimento della trama. L'opposto di tale narrazione è quella lineare, nella quale la diegesi procede regolarmente senza interruzioni e inversioni dell'ordine cronologico dei fatti narrati. Tenendo conto della distinzione, enunciata dai formalisti russi e ripresa dalla critica strutturalistica, tra fabula e intreccio la linearità o non-linearità di una trama dipende dalla maggiore o minore aderenza dell'intreccio alla fabula (rappresentando quest'ultima l'ideale linearità assoluta).